# Однажды в Германии
Однажды в Германии (нем. Es war einmal in Deutschland…) — ретро-трагикомедийный фильм Германии, Бельгии и Люксембурга 2017 года, поставленный режиссером Сэмом Гарбарски и Морицем Бляйбтроем в главной роли.

## Сюжет
Франкфурт, 1946 год. Предприимчивый Давид Берманн вместе со своими еврейскими друзьями, бежавшими от ужасов нацистского режима, мечтают эмигрировать в Америку. Денег у них нет, поэтому они решают давать немцам то, что им сейчас нужнее всего — постельное белье. Шестеро рассказчиков и продавцов ходят от дома к дому, чтобы всучить в руки домохозяек втридорога эти тряпки. Когда заветная мечта вот-вот станет реальностью, прошлое Давида привлекает внимание бескомпромиссной дознавательницы Сары Саймон, представительницы американских войск в Германии. Она подозревает Берманна в сотрудничестве с нацистским режимом и всеми силами пытается вывести его на чистую воду. Но даже «железная» женщина не в силах устоять перед его обаянием…
На допросах Берманн рассказывает свою историю пребывания в концлагере, где он развлекал заключённых рассказами анекдотов. За особое чувство юмора его отметил один из нацистов—начальников лагеря. В начале 1945 года он предложил Берманну рассказать пару анекдотов самому Гитлеру, чтобы тот при случае смог утереть нос Муссолини. Берманн решил использовать этот шанс и совершить, по его словам, покушение на фюрера с помощью ножа, спрятанного в толстый том «Майн Кампф». Берманну делают поддельные документы на имя немца, что и вызывает подозрение оккупационных властей.
Между тем один из компаньонов Мойша узнал в торговце газетами бывшего оберштурмбаннфюрера СС, причастного к уничтожению евреев. Компаньоны решают в отместку сжечь его газетный киоск в и осуществляют свой замысел той же ночью. Утром газеты сообщают, что во время пожара погиб владелец киоска — совершенно посторонний человек. Мойша, не выдержав угрызений совести, совершает самоубийство. Позднее выясняется, что эсэсовец использовал документы одной из своих жертв для сокрытия собственной личности, и в пожаре действительно погиб нацист. 
В частной беседе Берманн выведал, что Сара Саймон — тоже еврейка, которой удалось выехать из Германии ещё до начала войны. Вернувшись в Германию после войны она мечтает поквитаться с нацистами. Давид показал ей разорённый во время войны магазин, в котором торговала его семья в мирное время. На следующий день во время очной ставки Берманна опознал тот самый начальник лагеря и подтвердил его слова. Подозрения с Давида сняты.
Вернувшись с допроса Берманн обнаруживает, что весь их капитал похищен. Сара сообщает Давиду, что его дело закрыто. Они занимаются сексом на мешках на каком-то складе. Берманн остаётся в Германии и возрождает свой семейный магазин.

## В ролях
- Мориц Бляйбтрой — Давид Берманн
- Антье Трауэ — Сара Саймон
- Марк Иванир — Холзманн
- Анатоль Таубман — Франкель